# Кэмм, Сидней
Сэр Сидней Кэмм (англ. Sydney Camm; 5 августа 1893 — 12 марта 1966) — британский авиаконструктор, с 1920 года и до самой смерти — главный конструктор компании «Hawker». Известен, в первую очередь, как создатель истребителя Hawker Hurricane.

## Биография
Сидней Кэмм родился в Виндзоре в 1893 году, в семье плотника. Отец с юных лет приобщал сыновей к труду. Братья серьёзно увлеклись строительством летающих моделей, и в 1912 году Сидней основал Виндзорский авиамодельный клуб. Навыки полученные при проектировании своих моделей помогли ему поступить на работу в авиационную компанию Martinsyde, где Сидней работал под руководством главного конструктора Дж. Х. Хэндэсайда.

### Hawker
Работая в Martinsyde, Кэмм научился всему, чему его мог научить Хэндэсайд, а затем перешёл старшим чертёжником в компанию «Hawker Engineering Company». Вскоре Кэмм проявил себя, спроектировав ультралёгкий спортивный Hawker Cygnet, показавший хорошие результаты в воздушных гонках.
Через два года Кэмма назначили главным конструктором «Hawker», взамен ушедшего в компанию «Gloster» У. Дж. Картера.